# 马科尼区
马科尼区是津巴布韦一个区。该名字也指的是一個议会选区。

## 位置
该区位于津巴布韦东北的马尼卡兰省，主要城镇鲁萨佩（Rusape），2004年人口29300名，该镇通过公路与距离约170公里的津巴布韦东南部最大城市-首都哈拉雷相连接。

## 概观
马科尼县位于主要农业区，主要经济作物是烟草。

## 人口
2002年，马科尼区人口普查估计人口为151596人；2004年，估计为272578人；2011年，该地区人口估计为283017人.。津巴布韦计划从2012年8月18日至2012年8月28日将进行下一次全国人口普查。